# الملك الطاووس

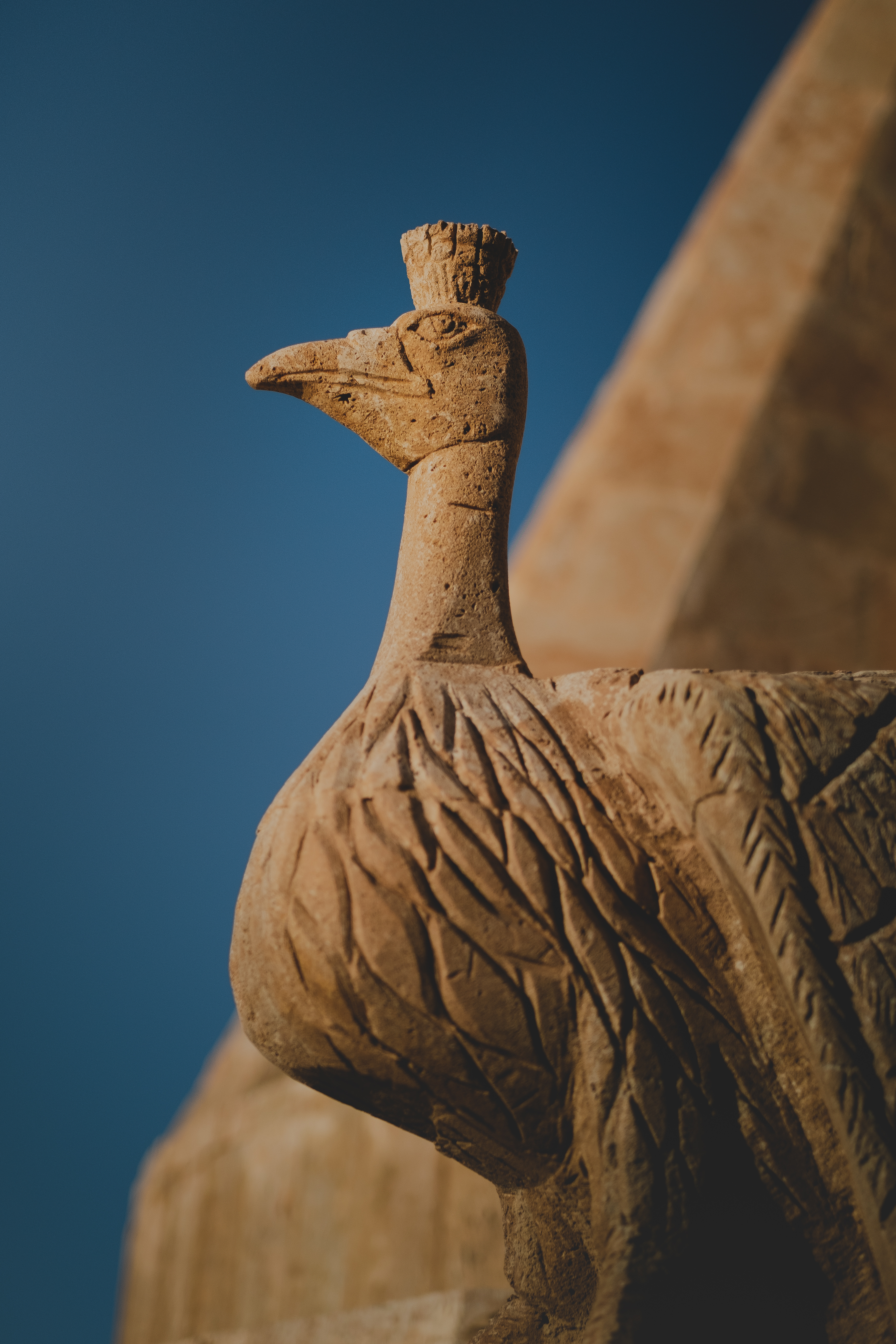
مزار شرف الدين اليزيدي الواقع في جبال سنجار بالقرب من قرية سنوني

الملك الطاووس أو الملاك الطاووس (بالكرمنجية: Tawûsê Melek)؛ هو شعار الديانة اليزيدية. يقدس اليزيديون ملك طاووس الذي هو رئيس الملائكة لديهم، كلمة (ووس Us) هو اسم لأحد الآلهة الآرية وهم الإغريق وهكذا فان الاسم متكون من (تا ـ ووس) (Ta -ûs) أي نور الإله (كلمة).

## عقيدة اليزيدية في الطاووس ملك
يؤمن اليزيديون بالله وبالملائكة السبعة الذين خلقهم الله من نوره وأوكل لكل منهم مهمة خاصة، ويعتقد اليزيديون أن الله أمر طاووس ملك بمحاولة اقناع وإخراج آدم من الجنة لكي يتكاثر البشر، وبهم تزدان الأرض ويعبدون الله (كلمة).
ويرفض اليزيديون تسميتهم بعبدة الشيطان، لذا يسعون الي التقرب منه، ويرى اليزيديون أن طاووس ملك جدير بذلك لحبه الشديد لله إذ رفض أن يسجد لغير الله حتى حينما عصى أمره بالسجود لآدم أول الخلق.

## قصة السجود في الديانة اليزيدية
وفي قصة عدم سجود طاووس ملك لآدم، فاليزيدية رأي مختلف عن باقي الديانات، حسب العقيدة اليزيدية فقد أمر الإله الملائكة بأن يسجدوا لآدم (وكان القصد من وراء ذلك هو اختبار للملائكة في تنفيذ أوامر الخالق) فسجدوا كلهم إلا طاووس ملك، أبى ولم يسجد، وعندما سأله الله لماذا لم تكن من الساجدين؟ قال: عندما خلقتنا أمرتنا يا ربنا أن لانسجد إلا لك، وأنا لم ولن أسجد لغير وجهك الكريم يا رب. هنا فاز طاووس ملك بالامتحان، ومكافأةً له، جعله الله رئيساً للملائكة، ووضع في عنقه طوق يزيد ليتميز به عن غيره من الملائكة.[بحاجة لمصدر]

## مكانة الطاووس ملك عند اليزيدية
وتقديراً لمكانة طاووس ملك لدى اليزيدية، ولكي يتذكره اليزيديون دائماً فقد أوجدوا سناجق على هيئة طائر، يطاف بها سنوياً بين اليزيديين، وكان السنجق يبيت في كل قرية ليلة واحدة، ولكثرة عدد اليزيديين لم يعد يكفيهم سنجق واحد، حيث كانت مناطق اليزيديين تمتد بين العراق وسوريا وتركيا وحتى أرمينيا، لذا نرى أنه في فترة من الفترات كان لليزيديين سبعة سناجق (طواويس)، وقد عُرف كل سنجق بمنطقة معينة وهي:
- 1- طاووس ئيزي
- 2- طاووس سنجار
- 3- طاووس حلب
- 4- طاووس خالتيا
- 5- طاووس موسكو
- 6- طاووس تبريز
- 7- طاووس زوزان

ومن هذه السناجق السبعة لم يبق منها غير واحد. وهذا يحفظ عادة في ((خزينة الرحمن)) في بيت الإمارة في قرية باعذار من قرى قضاء الشيخان بلواء الموصل ، ويُعطى بالالتزام إلى جماعة من المؤمنين يسمونهم ((القوّالين)) أي كثيرى القول، فيطوفون به بين قرى اليزيدية ثلاث مرات في كل سنة لجمع الصدقات، ويوقدون حوله الشموع عند مبيته في أحد البيوت، حيث يطوف الأهلون حوله بخشوع واحترام، ويقدمون إليه الهدايا والنذور كل حسب طاقته، فإذا تمّت الزيارة فصّلوا التمثال قطعاً ووضعوه في كيس خاص يسمونه ((هگبه)) وانتقلوا إلى قرية أخرى فيجرى فيها ما جرى في غيرها.
وكان الغرض من طواف السناجق بين قرى اليزيدية هو لتذكير اليزيديين بديانتهم وبطقوسها لكي لايتأثروا بالأديان الأخرى، وكان القوالون في مراسيم الطوافات ينشدون المقولات والتراتيل الدينية بصحبة ناقر الدف وعازف الشبابة (وهي آلة شبيهة بالناي)، وكانت تلك الأقوال المترافقة مع الألحان الشجية لها تأثير ساحر وفعال على الناس، وفي نهاية كل طوافة يأتي دور النصائح والإرشادات التي يلقيها عليهم رجال الدين والقوالون.

## أبليس في نظرية الخير والشر عند اليزيدية
ترى اليزيدية بأن الخير والشر مصدرهما من الله ذاته، وعلى الإنسان أن يختار أحد السبيلين طريقاً لحياته، عن طريق العقل. لذا ترى اليزيديين دائماً ما يقولون (أن الخير والشر من عند الله)، ويقولون أيضاً (يارب أعطنا الخير وأبعدنا عن الشر)، لذلك السبب ترفض اليزيدية إطلاق صفات غير لائقة على كل الملائكة والأنبياء بصورة عامة، وطاووس ملك بصورة خاصة، وترفض تسميته بملاك الشر، وهي تعتقد بأن الله قد أوجد قوتين هما قوة الخير وقوة الشر، وبما أن الله قد وهب الإنسان العقل فعليه أن يختار إحداهما سلوكاً وطريقاً لحياته، وإلا فلا فرق بين الإنسان والحيوان (إذا غاب العقل)، فالله قد خلق كل شيء، وأوجد الخير والشر، وإن كنا عقلاء فعلينا أن نبتعد عن الشر ونقوم دائماً بترسيخ أعمال الخير في كل أعمالنا وتصرفاتنا، إذاً العقل هو من يفرّق بين الخير والشر، وهذا بمثابة اختبار دائم للإنسان.